# Гюстав Еміль Буасонад
Гюст Еміль Буассонад де Фонтарабі (фр. Gustave Émile Boissonade de Fontarabie; 7 червня 1825, Венсенн, департамент Валь-де-Марн — 28 червня 1910, Антіб, департамент Приморські Альпи) — французький юрист-компаративіст, творець кримінального, кримінально-процесуального та цивільного кодексів Японії.

## Життєпис
Народився 7 червня 1825 у Венсені, департамент Валь-де-Марн у сім'ї вченого-еллініста Жана Франсуа Буассонада де Фонтарабі.
У 1853 закінчив юридичний факультет Паризького університету. Здобув ступінь агреже в 1864, після чого викладав право — спочатку в Гренобльському, а з 1867 — в Паризькому університетах.
В 1873 отримав запрошення від уряду Японії на роботу в цій країні. Провів у Японії понад 20 років, аж до 1895. Був піонером західної юридичної освіти в цій країні — викладав французьку теорію права, кримінальне та цивільне право в Токійському університеті. Виступав за скасування катувань, але проти запрошення іноземних суддів для ведення процесів у Японії. Був серед засновників двох японських університетів: Мейдзі та Хосей — у другому з них одна з висотних будівель кампуса досі має ім'я Буассонада.
За завданням японського уряду в 1875—1880 брав участь у написанні кримінального та кримінально-процесуального кодексів країни, з 1881 по 1888 — Цивільного кодексу.
Наприкінці 1880-х у Японії посилився вплив прусської юридичної школи на противагу французькій, у 1893 написаний на французькій основі цивільний кодекс Буассонада перероблений на прусський манер, проте кримінальний кодекс Буассонада діяв аж до 1908.
У 1895 повернувся до Франції.
Помер 28 червня 1910 в Антібі, департамент Приморські Альпи.

## Нагороди
За свою діяльність був вшанований нагородами Франції, Японії та інших держав, у тому числі:
- Кавалер ордена Вранішнього сонця 2-го ступеня (Японія, 1876)
- Офіцер ордена Академічних пальм (Франція, 1877)
- Кавалер ордена Почесного легіону (Франція, 1887)
- Почесна медаль з нагоди ухвалення конституції (Японія, 1889)
- Срібна медаль імператора Мейдзі (Японія, 1894)